# (29625) 1998 TF7
1998 تي أف 7 (ويعرف أيضًا باسم (29625) 1998 تي أف 7 وفق تسمية الكوكب الصغير) (بالإنجليزية: 1998 TF7)‏ هو كويكب ضمن حزام الكويكبات؛ وترتيبه 29625 من حيث الاكتشاف.
اكتُشف هذا الجُرم الفلكي بواسطة OCA–DLR Asteroid Survey ‏ في 14 أكتوبر 1998.

## وصلات خارجية
- (29625) 1998 TF7 في قاعدة بيانات مختبر الدفع النفاث لأجرام النظام الشمسي الصغيرة

- الاكتشاف · مخطط المدار ·  العناصر المدارية · المعلمات المادية

- (29625) 1998 TF7 على موقع ويكي سكاي: DSS2, SDSS, GALEX, IRAS, Hydrogen α, X-Ray, Astrophoto, Sky Map, Articles and images